# Hindsia
Hindsia,  rod  grmova iz porodice Rubiaceae u istočnom Brazilu. Postoji 11 priznatih vrsta.
Rod je dobio ime po Richardu Brinsleyu Hindsu, britanskom botaničaru i malakologu.

## Vrste
1. Hindsia arianeae Di Maio
2. Hindsia cucullata Di Maio
3. Hindsia glabra K.Schum.
4. Hindsia ibitipocensis Di Maio
5. Hindsia irwinii Steyerm.
6. Hindsia longiflora (Cham.) Benth. ex Lindl.
7. Hindsia phyllocalyx K.Schum.
8. Hindsia ramosissima Gardner
9. Hindsia republicana Di Maio
10. Hindsia sessilifolia Di Maio
11. Hindsia violacea Benth. ex Lindl.